# Kattehålets naturreservat
Kattehålet är ett naturreservat i Jönköpings kommun i Småland.
Området är skyddat sedan 2008 och är 24 hektar stort. Det är beläget 7,5 kilometer sydost om Gränna, mellan de båda sjöarna Bunn och Ören. Det består mest av barrblandskog, lövsumpskog, ädellövskog och före detta jordbruksmark.

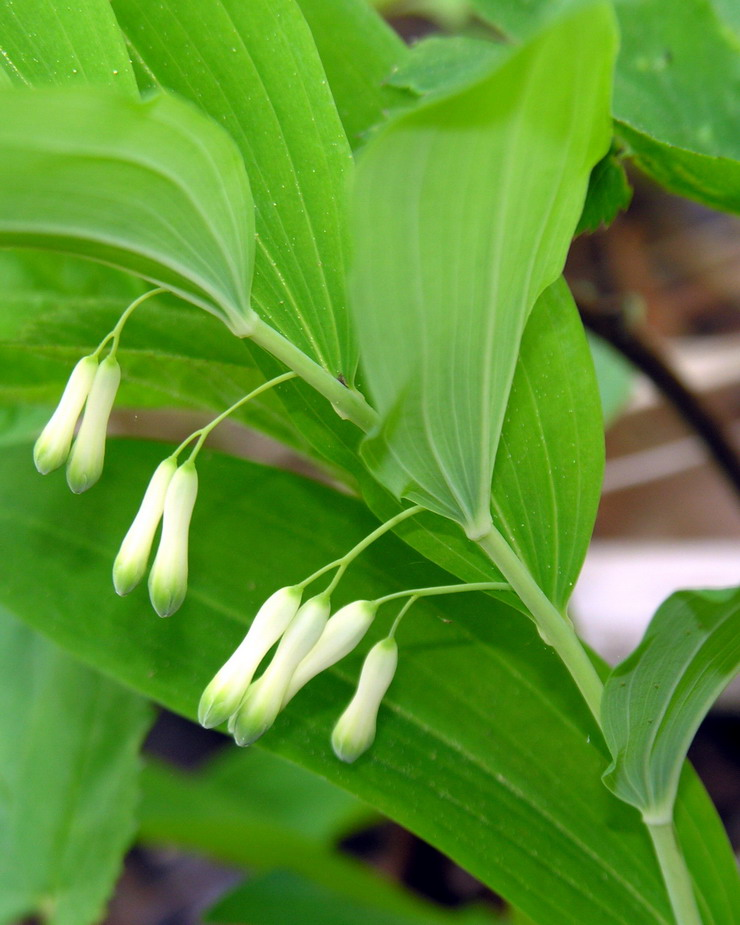
Storrams

Största delen av det kuperade naturreservatet består av barrblandskog som domineras av grova granar. Det finns gott om död ved. I området växer även ett antal vidkroniga och grova ekar som vittnar om ett tidigare öppnare landskap. Asp förekommer och därtill kopplas kandelabersvamp, vit vedfingersvamp, stor aspticka och veckticka som alla är rödlistade.
Markvegetationen är riklig med arter såsom vårärt, blåsippa, gullpudra och storrams. I den fuktiga miljön trivs flera ovanliga arter av mossor som t.ex. vågig sidenmossa och trubbfjädermossa.
Området är en del i det som kallas Östra Vätterbranterna.